# Branchinella latzi
Branchinella latzi är en kräftdjursart som beskrevs av Geddes 1981. Branchinella latzi ingår i släktet Branchinella och familjen Thamnocephalidae. Inga underarter finns listade.